# Дрімайлівська сільська рада
Дрімайлівська сільська́ ра́да — адміністративно-територіальна одиниця та орган місцевого самоврядування в Куликівському районі Чернігівської області. Адміністративний центр — село Дрімайлівка.

## Загальні відомості
Дрімайлівська сільська рада утворена у 1919 році.
- Територія ради: 70,26 км²
- Населення ради: 947 осіб (станом на 2001 рік)

## Населені пункти
Сільській раді були підпорядковані населені пункти:
- с. Дрімайлівка
- с. Будище

## Склад ради
Рада складалася з 12 депутатів та голови.
- Голова ради: Шило Петро Миколайович
- Секретар ради: Опанасенко Раїса Миколаївна

### Керівний склад попередніх скликань
| Прізвище, ім'я, по батькові | Основні відомості                                                         | Дата обрання | Дата звільнення |
| --------------------------- | ------------------------------------------------------------------------- | ------------ | --------------- |
| Шило Петро Миколайович      | Сільський голова, 1959 року народження, освіта вища, член Народної партії | 26.03.2006   | 31.10.2010      |
| Шило Петро Миколайович      | Сільський голова, 1959 року народження, освіта вища, член Партії регіонів | 31.10.2010   |                 |

Примітка: таблиця складена за даними сайту Верховної Ради України

### Депутати
За результатами місцевих виборів 2010 року депутатами ради стали:

#### За суб'єктами висування
| Суб'єкт висування            | Кількість обраних депутатів | %    |
| ---------------------------- | --------------------------- | ---- |
| Самовисування                | 6                           | 50   |
| Партія регіонів              | 4                           | 33,3 |
| Соціалістична партія України | 2                           | 16,7 |

#### За округами
| № округу                     | Прізвище, ім'я, по батькові    | Дата визнання обраним | Освіта             | Партійна приналежність | Відомості про обраного депутата                                                     |
| ---------------------------- | ------------------------------ | --------------------- | ------------------ | ---------------------- | ----------------------------------------------------------------------------------- |
| Партія регіонів              |                                |                       |                    |                        |                                                                                     |
| 5                            | Митус Надія Петрівна           | 01.11.2010            | середня спеціальна | позапартійна           | Куликівській територіальне центр, соціальний працівник                              |
| 7                            | Неїжсал Світлана Миколаївна    | 01.11.2010            | середня            | позапартійна           | ТОВ «Сіверське», в.о. головного бухгалтера                                          |
| 11                           | Дитюк Віктор Андрійович        | 01.11.2010            | середня спеціальна | позапартійний          | ТОВ «Сіверське», обліковець                                                         |
| 12                           | Харченко Наталія Миколаївна    | 01.11.2010            | середня спеціальна | позапартійна           | Дрімайлівська ветеринарна дільниця, завідувач дільницею                             |
| Соціалістична партія України |                                |                       |                    |                        |                                                                                     |
| 8                            | Опанасенко Валентина Макарівна | 01.11.2010            | середня спеціальна | позапартійна           | Куликівський РАЙСТ, продавець                                                       |
| 9                            | Сирота Світлана Михайлівна     | 01.11.2010            | середня            | позапартійна           | Дрімайлівська амбулаторія загальної практики — сімейної медицини, молодша медсестра |
| Самовисування                |                                |                       |                    |                        |                                                                                     |
| 1                            | Франчук Петро Петрович         | 01.11.2010            | середня спеціальна | позапартійний          | тимчасово не працює                                                                 |
| 2                            | Ільєнко Олександра Григорівна  | 01.11.2010            | середня спеціальна | позапартійна           | пенсіонер                                                                           |
| 3                            | Опанасенко Раїса Миколаївна    | 01.11.2010            | середня спеціальна | позапартійна           | Дрімайлівська сільська рада, секретар                                               |
| 4                            | Канавець Юлія Леонідівна       | 01.11.2010            | середня спеціальна | позапартійна           | Дрімайлівська сільська рада, головний бухгалтер                                     |
| 6                            | Супрун Валентина Віталіївна    | 01.11.2010            | вища               | позапартійна           | Дрімайлівська загальноосвітня школа, заступник директора                            |
| 10                           | Холод Віктор Анатолійович      | 01.11.2010            | середня спеціальна | позапартійний          | Вертіївське лісництво, майстер лісу                                                 |